# Ethiopia International 2014
Die Ethiopia International 2014 im Badminton fanden vom 16. bis zum 19. Oktober 2014 in Addis Abeba statt.

## Austragungsort
- Arat Kilo Sports & Education Centre, Addis Abeba

## Sieger und Platzierte
| Disziplin    | Gold                                  | Silber                                        | Bronze                                  |
| ------------ | ------------------------------------- | --------------------------------------------- | --------------------------------------- |
| Herreneinzel | Misha Zilberman                       | Luka Wraber                                   | Matej Hliničan                          |
| Herreneinzel | Misha Zilberman                       | Luka Wraber                                   | Arnaud Génin                            |
| Dameneinzel  | Grace Gabriel                         | Hadia Hosny                                   | Dorotea Sutara                          |
| Dameneinzel  | Grace Gabriel                         | Hadia Hosny                                   | Berhanu Samrawit                        |
| Herrendoppel | Vilson Vattanirappel Luka Wraber      | Arnaud Génin Matej Hliničan                   | Ermiyas Tamrat Degefe Mekonen Gebrelu   |
| Herrendoppel | Vilson Vattanirappel Luka Wraber      | Arnaud Génin Matej Hliničan                   | Markos Demis Kedir Nuredin              |
| Damendoppel  | Evelyn Siamupangila Ogar Siamupangila | Firehiwot Getachew Yerusksew Legssey Tura     | Fasika Bisrat Belete Melat              |
| Damendoppel  | Evelyn Siamupangila Ogar Siamupangila | Firehiwot Getachew Yerusksew Legssey Tura     | Kidanemariam Eyerusalem Leyikun Radiate |
| Mixed        | Matej Hliničan Shamim Bangi           | Asnake Getachew Sahilu Yerusksew Legssey Tura | Asrar Seid Belete Melat                 |
| Mixed        | Matej Hliničan Shamim Bangi           | Asnake Getachew Sahilu Yerusksew Legssey Tura | Yakob Surafel Tigist Getachew           |